# Герб Шепетовки
Герб Шепетовки — официальный символ города Шепетовка, Хмельницкая область, Украина. Утверждён сессией городского совета в конце 1995 года.

## История
В советский период действовал такой герб Шепетовки: в красном поле были изображены золотые будёновка, рельс и раскрытая книга, над которыми размещались серп и молот и слово «ШЕПЕТОВКА» чёрного цвета. В лазурной базе были изображены золотая шестерня с серебряной средой.
Уже при независимости Украины в конце 1995 года сессия Шепетовского городского совета утвердила современный герб города.

## Описание
Герб Шепетовки представляет собой щит, разделённый вилообразным золотым крестом на три части; верхнюю — красную с серебряным крестом, правую — зелёную, левую — лазурную. Щит завершён белой геральдической короной.
Золотая полоса означает три дороги, на перекрёстке которых находится город; серебряный на красном крест означает принадлежность города к исторической Волыни; лазурный цвет — символ Подолья, зелёный — символ лесов, среди которых расположена Шепетовка.